# Charles Bourseul

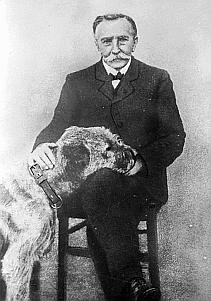
Charles Bourseul (~1890)

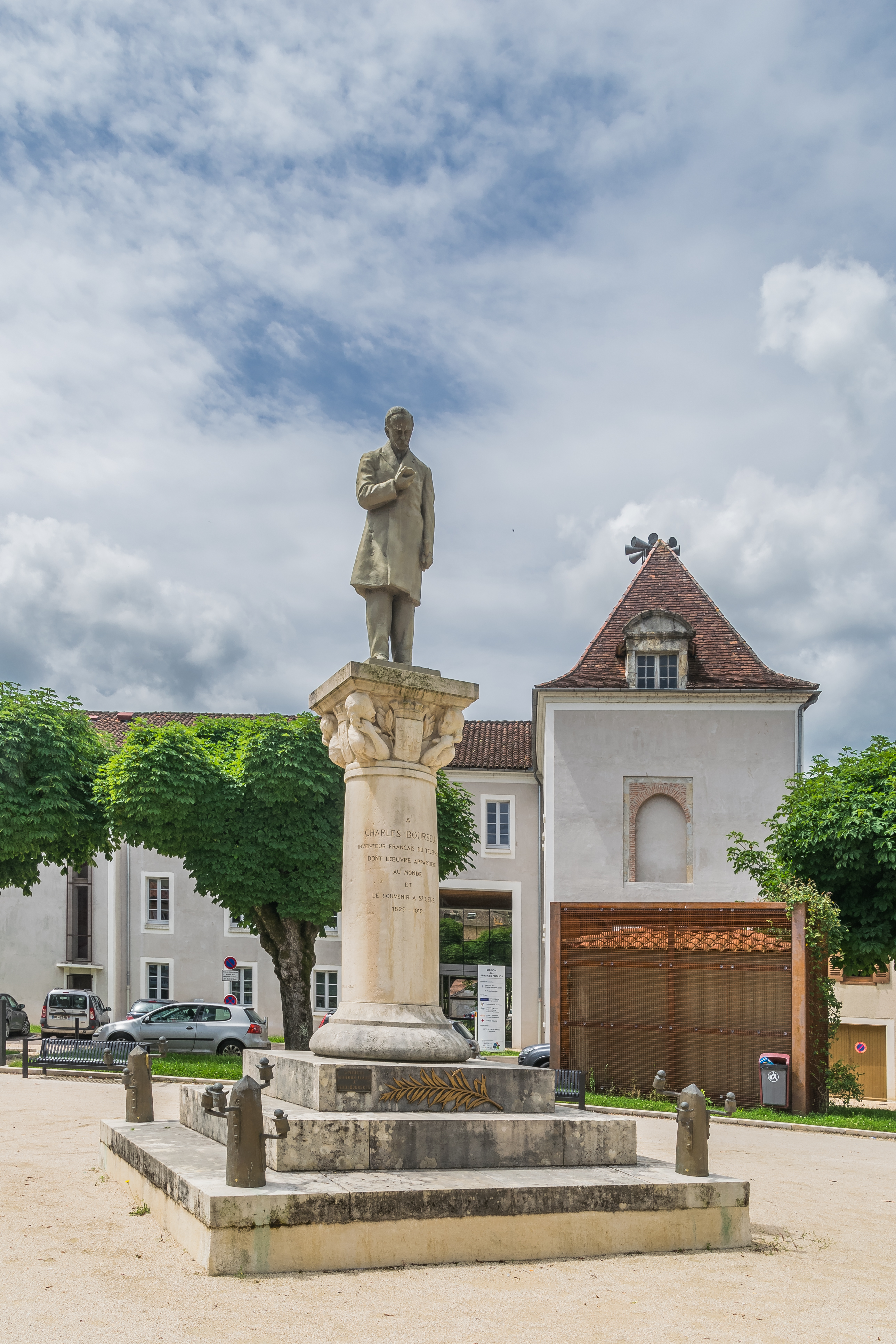
Standbeeld van Charles Bourseul te Saint-Céré

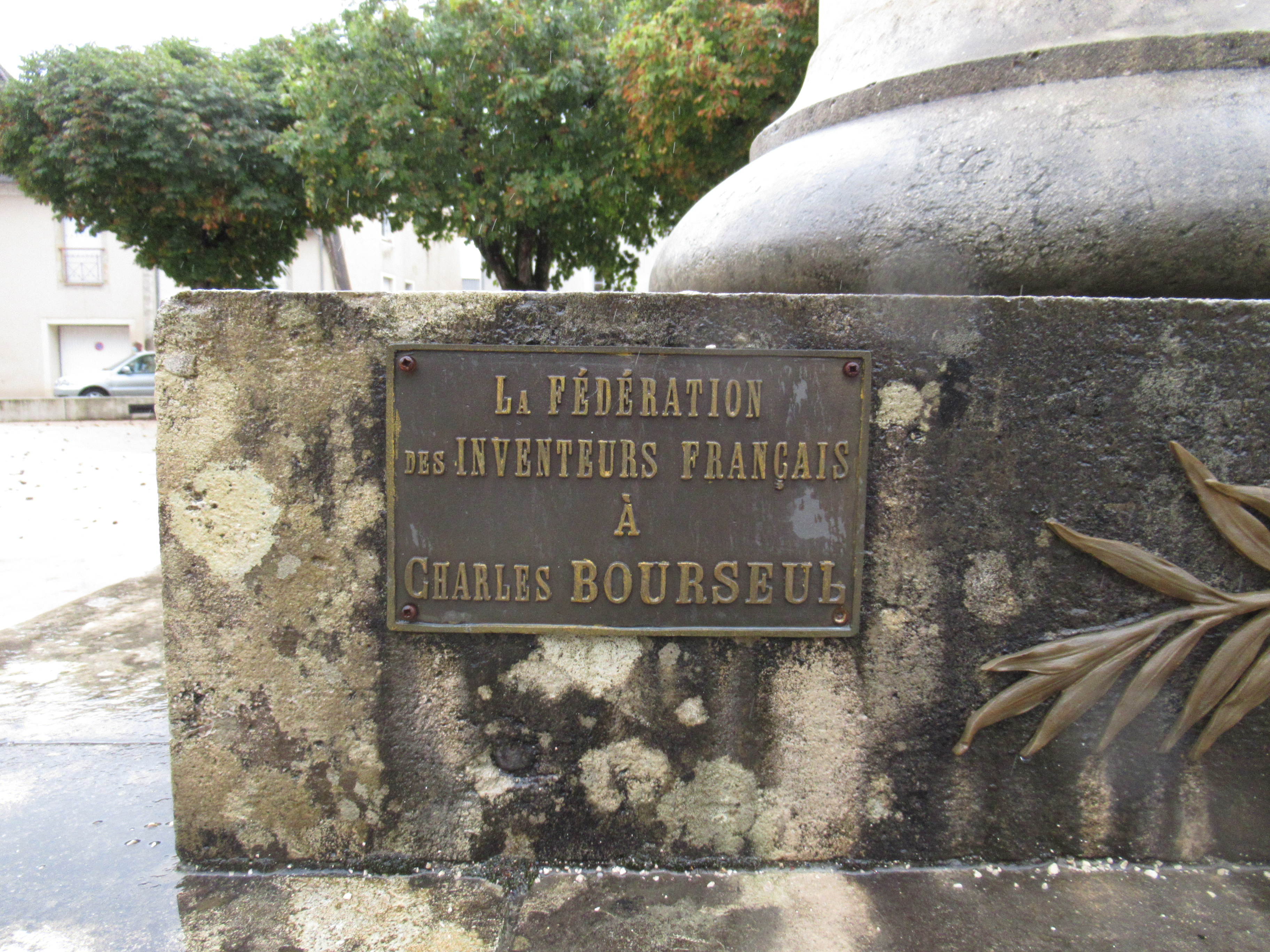
Detail van het standbeeld te Saint-Céré

Charles Bourseul (Brussel, 28 april 1829 – Saint-Céré, 23 november 1912) was een Frans technicus die in 1854 het basisprincipe van de telefoon formuleerde. Hij wordt daarom soms genoemd als de uitvinder ervan hoewel hij geen werkend toestel wist te maken.

## Biografie
Bourseul was de zoon van een Franse legerofficier. Hij werkte voor een telegrafiekantoor als civiel ingenieur en werktuigbouwkundige. Daarbij voerde hij verbeteringen door op het telegraafsysteem van Louis Breguet (een Franse fijnmechanicus) en de Amerikaan Samuel Morse. Ondanks dat men met telegrafie nu berichten over lange afstand kon versturen, was er een nadeel: het tijdverlies tussen de telegrafische boodschap en het antwoord daarop. Het lag dus voor de hand of het mogelijk was om de boodschap mondeling over te brengen.
Bourseul was een van de personen die begon te experimenteren met de elektrische overdracht van menselijk spraakgeluiden over telegrafielijnen. Hij ontwikkelde zelfs een elektromagnetische "maak en verbreek" microfoon, waarbij het stemgeluid werd omgezet in een pulsvormig elektrisch signaal. Echter het lukte hem niet om het verzonden signaal terug te veranderen in duidelijk verstaanbare spraakgeluiden.
Rond dezelfde periode dat Antonio Meucci zijn eerste telefoon maakt, schreef Bourseul een artikel over hoe spraak over een lijn verplaatst zou kunnen worden. Dit artikel werd op 26 augustus 1854 gepubliceerd in het Franse tijdschrift L'Illustration:
Stelt u zich een man voor die nabij een beweegbare plaat spreekt, die flexibel genoeg is om niets van de geluidsvibraties verloren te laten gaan; dat deze plaat afwisselend de verbinding met een batterij verbreekt en herstelt; dan is het mogelijk dat een soortgelijke plaat op een andere plaats die vibraties exact volgt… Het is duidelijk dat, in een nabije of verre toekomst, spraak zal worden verplaatst met elektriciteit. Ik heb experimenten gemaakt in deze richting; ze zijn delicaat en eisen tijd en geduld maar de verkregen benaderingen beloven een gunstig resultaat.